# Hugh Cuming
Hugh Cuming (14 de febrer de 1791 – 10 d'agost de 1865) va ser un col·leccionista d'espècimens biològics especialment en conquilles de malacologia i en botànica. Ha estat descrit com el "Prince of Collectors".
Nasqué a Anglaterra, West Alvington a Devon, però va estar uns anys vivint a Xile com home de negocis amb èxit econòmic. Amb els diners guanyats va poder comprar un vaixell construït especialment per a recollir espècimens. Després de la seva mort gran part del material recollit (82.992 espècimens) va ser comprat pel Natural History Museum de Londres. Un gran nombre d'espècies reben el nom d'ell.
En el campde la botànica va descobrir nombroses espècies d'orquídies i moltes porten el seu cognom com epítet específic: Coelogyne cumingii, Podochilus cumingii, etc. La falguera arborescent Cibotium cumingii també porta el seu cognom.
Molts treballs importants sobre conquiliologia estan basats en la seva col·lecció, incloent-hi la de Reeve titulada Conchologia Iconica (1843-1878, 20 volums) i la de Sowerby Thesaurus Conchyliorum (1842-1887, cinc volums). El cargol poma Pomacea cumingii porta el seu nom.